# セント・ジョージ・セント・ジョージ (初代セント・ジョージ男爵)
初代セント・ジョージ男爵セント・ジョージ・セント・ジョージ（英語: St George St George, 1st Baron Saint George、1715年頃 – 1775年1月2日）は、アイルランド王国の政治家、貴族。出生名はセント・ジョージ・アッシャー（St George Ussher）。

## 生涯
ジョン・アッシャーとメアリー・セント・ジョージ（Mary St George、初代セント・ジョージ男爵ジョージ・セント・ジョージの娘）の息子として、1715年頃に生まれた。出生名はセント・ジョージ・アッシャー（St George Ussher）だったが、1734年5月25日に姓を母方の姓であるセント・ジョージ（St George）に変えた。
1741年から1763年までキャリック選挙区の代表としてアイルランド庶民院の議員を務め、1763年5月24日にハットリー・セント・ジョージのセント・ジョージ男爵に叙された。
1775年1月に死去、男子を儲けなかったため爵位は廃絶した。

## 家族

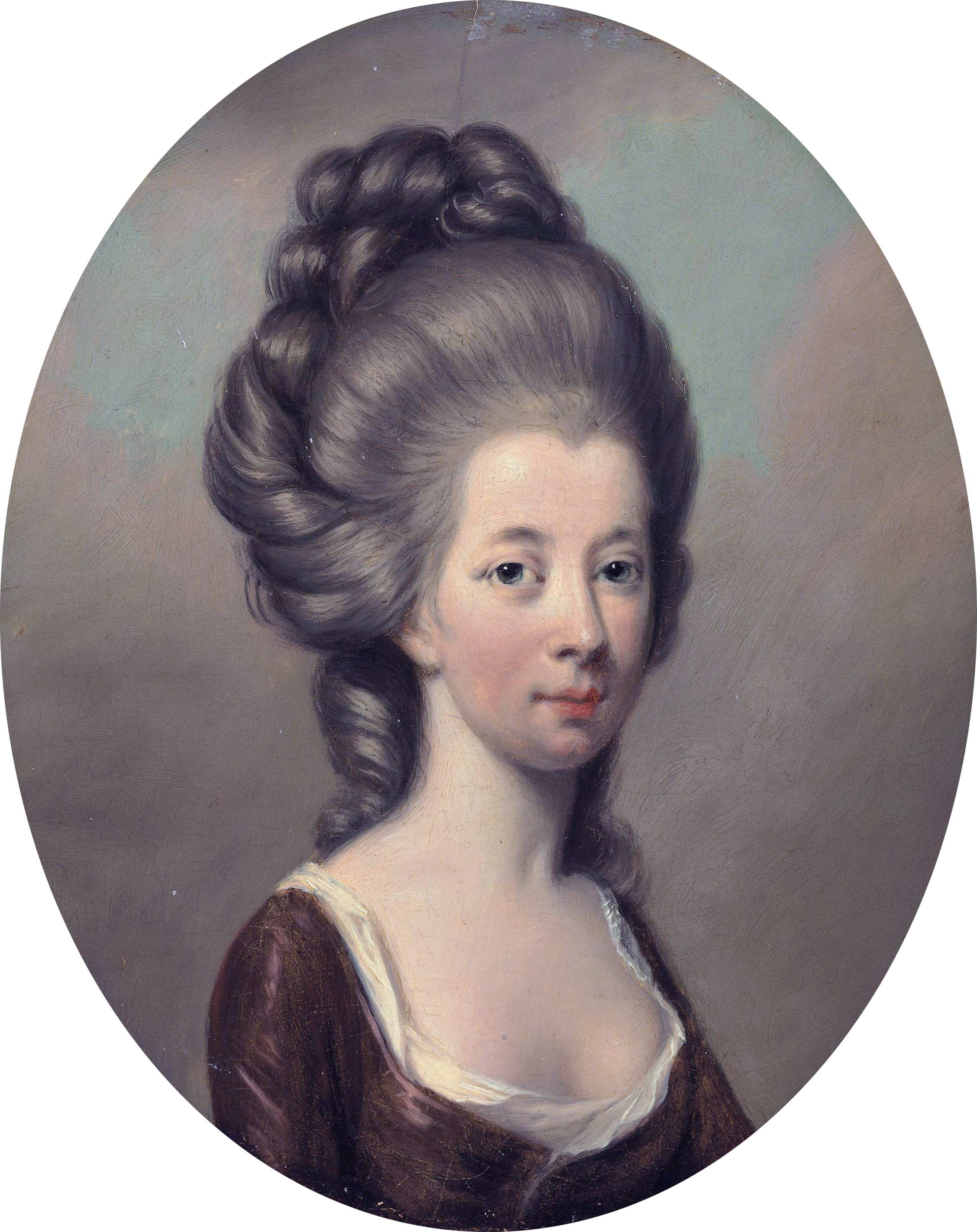
初代セント・ジョージ男爵の娘エミリア・オリヴィア、ヒュー・ダグラス・ハミルトン作。

1752年7月18日、エリザベス・ドミニク（Elizabeth Dominick、1813年2月26日没、サー・クリストファー・ドミニクの娘）と結婚、1女を儲けた。
- エミリア・オリヴィア（1798年6月23日没[2]） - 1775年11月4日、第2代リンスター公爵ウィリアム・ロバート・フィッツジェラルドと結婚、子供あり[3]